# Pókerverseny

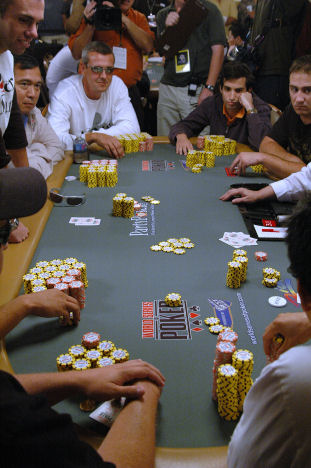
Egy 2006-os verseny fő asztala

Egy pókerversenyen a játékosok pókeres ügyességét mérik össze. Minden versenyző ugyanannyi induló zsetont kap a nevezési díj (buy-in) és a jutalék (fee) kifizetéséért. Ahhoz, hogy egy-egy pókertorna ne húzódjon el a végtelenségig, rendszeres időközönként emelik a körönként kötelezően beteendő vaktétek nagyságát. A készpénzes pókerrel ellentétben itt a póker zsetonoknak nincs önálló pénzértéke, közvetlenül nem válthatóak át pénzre. A zsetonok mennyisége alapján állapítják meg a versenyzők aktuális helyezését. Az a nyertes, aki az összes zsetont megszerzi, ám egy pókerversenyen nem csak a győztes részesül a díjazásban, hanem a játékosok legjobb 8-10%-a. 

## Nevezési díjak és nyeremények
Léteznek ugyan ingyenes versenyek, de a pókert lényege szerint pénzben játsszák. Így a freeze out típusú pókerversenyekre minden nevezőnek ugyanazt az előre megállapított fix összeget kell kifizetnie. A teljes összeg két részből tevődik össze: az egyik a nevezési díj (buy in), ami a nyereményalapba kerül, ebből fizetik ki később a fizetős helyen végzett játékosokat. A másik része a jutalék (entry fee vagy fee), ez a szervezőt illeti meg, aki ezért cserébe biztosítja a helyszínt, a játékeszközöket és az osztókat. A teljes beülőért cserébe a nevezők különböző címletekben ugyanannyi zsetont kapnak, ezt nevezik kezdő stack-nek vagy induló zsetonoknak. A freeze out típusú tornákon egyszeri nevezésre van mód, ha valakinek elfogy a zsetonja, az kiesik a játékból.
A nyereményalapot a nevezők befizetéséből képzik. Sok szervező azonban garanciát vállal arra, hogy egy adott összeg kifizetésre kerül. Ez egyfajta reklámfogás, ami egyrészt a versenyszervező létszámmal kapcsolatos várakozását tükrözi, másrészt a játékosok számára is kiszámíthatóbbá teszi a rendszert. Ha nem jön össze annyi játékos, akiknek a befizetései fedeznék a garantált nyereményalapot, a szervező kénytelen lesz némi veszteséget elkönyvelni, a játékosok azonban halott pénzzel (dead money) számolhatnak. Az extra pénz kifizetése presztízskérdés, jó mutatója annak, mennyire megbízható a szervező. Hosszútávon persze az a cél, hogy minél jobban megtippelje a szervező a valós létszámot. 
A freeze out pókerversenyeken kívül létezik egy másik típus is, a rebuy torna. A rebuy visszavásárlást jelent, ezzel a lehetőséggel a nevezők limitált ideig élhetnek, többnyire az első szünetig. Ebben az időszakban egyszer vagy többször is visszavásárolhatják magukat a nevezők a versenykiírás szerint, ekkor a nevezési díjat fizetik ki újra, amiért cserébe újra megkapják az induló zsetont. A jutalék egyszeri költség, rebuy esetén ezt nem kell újra kifizetni. A rebuy időszak lejártával a játékosok általában vásárolhatnak még extra zsetonokat a szünetben, ennek a neve add on, és az induló zseton kétszeresét adják ugyanazért az összegért. A leggyakoribb rebuy versenytípusok a second chance (egyszeri újravásárlás, add on nélkül), 1R1A (egy rebuy, egy add on), unlimited rebuy (nincs korlát a rebuy számára, egy add on). A rebuy időszak lezárása utána  megkezdődik a freeze out szakasz, vagyis az egyenes kiesés. 
A nyereményalapot a szervezők többféle módon is szétoszthatják:
- Fix százalék: többnyire egyasztalos versenyeken alkalmazzák. Például az első helyezett 50%-ot, a második helyezett 30%-ot, a harmadik helyezett 20%-ot kap.
- Arányos: itt is előre megállapítják a fizetős helyek számát és a nyereményalapból való részesedés százalékát, ám ezek a nevezési díjak végső számának függvénye szerint változhatnak. Inkább a többasztalos versenyekre jellemző.

A nyereményalap elosztása tehát a rendező kaszinó vagy online terem felelőssége, de a játékosok dönthetnek úgy, hogy egyedi megállapodás alapján, általában az aktuális zsetonállást figyelembe véve osztják el maguk között a díjalap fennmaradó részét. Ezt alkunak (deal) nevezik, aminek részleteit a szervezők felügyelik.

## A verseny menete
A szervezők egy-egy pókertornát heti vagy havi versenynaptárukba illesztve kínálják vendégeiknek. A regisztrációs időszakban a játékosoknak módjukban áll feliratkozni a versenyre, illetve annak lezárultáig lehetőség van akár a leiratkozásra is. Ekkor a nevező a teljes összeget visszakapja. A verseny elindításával a játékosok még akkor sem vehetik vissza a nevezésüket, ha rajtuk kívülálló okokból nem tudják elkezdeni a játékot. Helyük azonban továbbra is élő, vagyis az induló zsetonokat az asztalon tartják, a vakokat beteszik belőle, a lapokat viszont behúzzák, egészen addig, amíg a játékos újra helyet tud foglalni. A legtöbbször a vakok megeszik az ilyen, sit-outon lévő játékos stackjét. Ha ennek ellenére eljut a fizetős helyekig, a játékost ugyanúgy kifizetik, mint a jelen lévő ellenfeleket. 
A pókerversenyt úgynevezett vaktétek, a kis és nagy vak tagolja. Minden egyes vakszint ugyanannyi ideig tart, magyarországi klubokban jellemzően 20-30 percig, nemzetközi versenyeken inkább 60 perc a standard vakszint. A vakok minden vakszintben emelkednek, így biztosítva, hogy egy-egy verseny belátható időn belül véget érjen. A nagyobb, több ezer játékost vonzó versenyek azonban még így is eltarthatnak pár napig, a legnagyobb mezőnyű, több tízezer nevezővel induló tornák pedig egy-két napig. 
Egy-egy vakszinten az osztó újra és újra kiosztja a lapokat, a kötelezően beteendő vaktéteket pedig mindig más játékos teszi be. Az első vak személyéről sorsolással döntenek, majd az óramutató járásával megegyezően a vakok körbejárnak. A vakokat vizuálisan is jelölik: a kisvak pozíciója előtti játék előtt egy osztógomb (dealer button) található. Ezen a módon garantálják, hogy mindenkinek körülbelül ugyanannyiszor kelljen betenni a vaktéteket. 
A vakszinteket szünetek tagolják, amikor az osztók leszámolják a versenyzőkhöz tartozó stacket, és általában az első szünetben tudják a játékosok megvásárolni az add ont is. 
Egy verseny vakszintjeit három-négy szakaszra szokás osztani. Az első szakaszban a játékosok X nagyvakkal rendelkeznek, erre a szakaszra sok és változatos akció, és több mutatás jellemző. A középső szakaszban Y nagyvakkal rendelkezik az átlag, elsősorban lopások, visszalopások jellemzőek. A turn és a river lapok viszonylag ritkábban kerülnek ki az asztalra. A harmadik szakasz a buborék (bubble), amikor a mezőny elérkezik az utolsó olyan játékos kieséséig, aki még nem kap pénzt. A buborék szakasz meglehetősen idegőrlő rész, hiszen ekkor dől el, ki az, aki nem részesedik a nyereményalapból. Az utolsó említésre méltó szakasz a döntő asztal, amikor az utolsó 6, 9 vagy 10 játékos egyetlen asztalnál foglal helyet. A vakok ebben a szakaszban nagyon magasak, jellemző a flop előtt gyakori all-inek, vagyis amikor egy-egy játékos az összes zsetonját kockára teszi. 

## A legnépszerűbb versenyforma és a pókeres közvetítések
A pókerversenyeket nagyfokú változatosság jellemzi. A jelenleg elterjedt variánsokat a verseny kezdési ideje, a díjazás tárgya, a visszavásárlás lehetősége, az egyes játéktípusok, a licitálás mikéntje, a verseny folyamán az egy asztalnál helyet foglaló maximális létszám alapján írhatjuk le. A legnépszerűbb versenyforma évtizedek óta a freeze out Texas Holdem no limit, ez az, ami az élő és online sorozatok versenynaptárjának a törzsét alkotják. Nem véletlen: már a pókerversenyek televíziós közvetítésének kezdetekor kiderült, hogy ez az a játékforma, amely alkalmas arra, hogy akár tömegek kövessék nyomon a játék menetét úgy, hogy közben a versenyzők akár leosztásról-leosztásra újabb izgalmakat tartogassanak a nézőközönség számára. A pókeres közvetítések akkor váltak igazán jelentőssé, amikor bevezették a jelenleg is alkalmazott kamerás módszert: így a nézők nem csupán a leosztás végén, hanem már a lapok kiosztásától kezdve szemtanúi lehettek annak, mikor blöfföl egy játékos, és hogyan változnak menet közben az esélyek. Manapság egyre inkább terjed, hogy az élő versenyeket 5-15 perces csúszással, élő streamben közvetítik. Magyarországon a legismertebb tévés közvetítő Korda György. 

## Verseny helyszínek
A póker sokáig szalonokban, kocsmákban játszott készpénzes játék volt, csalók és hazárdőrök foglaltak helyet az asztaloknál. A póker világbajnokságaként számon tartott World Series Of Poker (WSOP) sorozat elindításával először csak Las Vegasban, majd egész Amerikában, végül világszerte egyre nőtt a pókerversenyek népszerűsége. A privát pókerklubok és az otthoni pókerpartik mellett ma már engedélyezett kaszinókban és klubokban, ellenőrzött körülmények között folyik a játék. A pókert 1998 óta az interneten is játsszák, noha az online póker szabályozása korántsem olyan előrehaladott, mint az élő változaté. Az online pókerversenyeken hatalmas tömegek nevezhetnek, hiszen nem kell asztalokat és osztókat biztosítani, elviekben nincs határa a nevezők számának. Az egyik ismert szolgáltató, a PokerStars minden évben újabb rekordkísérletet indít, a legnagyobb mezőnyt legutoljára 200,000 pénzért nevezett játékos alkotta. 
A legnagyobb élő pókerfesztivált a fővárosban a Tropicana Casino rendezi évenként, a legnagyobb nemzetközi esemény a Budapestre látogató European Poker Tour volt itthon.